# Stress numérique
Vous pouvez aider à l'améliorer ou bien discuter des problèmes sur sa page de discussion.
- Il contient une ou plusieurs listes. Le texte gagnerait à être rédigé sous la forme d’un ou plusieurs paragraphes synthétiques, afin d’être plus agréable à lire. (Marqué depuis septembre 2020)
- Il a une forme trop académique, ce qui le fait ressembler trop à un cours ; une réécriture est nécessaire afin de satisfaire les standards de Wikipédia. (Marqué depuis septembre 2020)
- Il n’est pas rédigé dans un style encyclopédique. (Marqué depuis septembre 2020)
- Il comporte trop de citations, ou des citations trop longues, au point qu'elles peuvent contrevenir à l'un des principes fondateurs de Wikipédia. Pour l’améliorer, il convient, si ces citations présentent un intérêt encyclopédique et sont correctement sourcées, de les intégrer au corps du texte en les ramenant à une longueur plus raisonnable. (Marqué depuis septembre 2020)

Le stress numérique est la conséquence de l'amplification des mécanismes de stress chez les personnes par un environnement où les technologies numériques sont omniprésentes. Par exemple, en France, le nombre de cartes SIM actives, soit 80 millions, dépasse le nombre de Français, soit 66 millions. De plus, au moins trois réseaux sont simultanément disponibles pour plus de 99 % de la population[pertinence contestée]. Cette expression identifie des conséquences du nouveau paradigme psychosocial amené par les technologies numériques, auquel est associé le caractère addictif du numérique. En France, le stress numérique concerne près d'un salarié sur trois.
Du stress au syndrome d'épuisement professionnel et d'usages libres aux dépendances numériques, les enjeux sont multiples. Ils invitent à une éducation numérique préventive qui initie les gens à une compréhension des modèles biopsychosociaux du stress, par exemple, afin de pouvoir distinguer les usages numériques bénéfiques de ceux à risques.

## Numérique: nouveau paradigme et nouvelles dimensions, nouveaux risques

### Un nouveau paradigme et de nouvelles dimensions
« Le numérique fait figure de paradigme technologique majeur pénétrant toutes les activités humaines et incite à repenser aussi bien les systèmes techniques que les systèmes sociaux » indique Jean Frayssinhes Docteur en Sciences de l’Éducation et chercheur à l’UMR (Unité Mixte de Recherche) Education, Formation, Travail, Savoirs (EFTS) de l'Université de Toulouse Jean-Jaurès.
« Les réseaux sociaux et plus particulièrement Facebook ont attiré notre attention par l’engouement majeur qu’ils suscitent ainsi que par leur caractère paradigmatique d’une utilisation spécifique de "l’outil" internet » indique le Docteur Étienne Couderc, psychiatre.
Nous pouvons être connectés de manière illimitée aux réseaux sociaux (24h/24H ; forfaits « illimités »). La porte d’entrée des réseaux sociaux sur notre vie émotionnelle et informationnelle, est illustrée par trois acteurs majeurs :
- Facebook : un nombre d’amis potentiel d’un 1,23 milliard d'utilisateurs[8] (2014) ;

- Twitter : un nombre de messages de 184 milliards[9] (2013) ;

- Google + : un réseau associé au moteur de recherche au 3,5 milliards de requêtes quotidiennes (évaluation Google).

Chaque nouvel outil génère des comportements nouveaux : Facebook incite aux contacts virtuels, Twitter à l’instantanéité ou Google à surcharge informationnelle (ou infobésité). 
Dans la vie professionnelle le mobile de fonction et la capacité d’être connecté à son domicile peuvent générer une « astreinte numérique permanente », posant la question du droit à la déconnexion : à nouveau paradigme, nouveau modèle de gouvernance ou nouveau droit ? L’attractivité du numérique invite aussi à un usage privé au bureau (messagerie personnelle, média, jeux…) d’une heure et demie à trois heures par jour. La frontière entre la vie professionnelle et personnelle s'efface dans les deux sens : « 67 % reconnaissent être sollicitées par leur travail en dehors des horaires professionnels, à l'inverse, 62 % indiquent régler des problèmes personnels pendant les heures de travail.» selon une étude Ipsos avec Edenred. 
Dans la vie personnelle, le temps libre et social en semaine d’une personne active ou étudiante, varie de 3 à 5 heures par jour : le temps moyen passé par jour devant notre écran est similaire, en moyenne de 4 heures 20 (devant un smartphone 2 heures 27 contre 1 heure 53 pour la télévision).

### Nouveaux risques: l'exemple du stress au travail
Le risque de stress numérique au travail devient quantifiable et sa prise en compte nationale:
- Au travail, il provient de facteurs-clé telle la permanence des interruptions numériques (ex. réceptions de messages) : il s’agit de la « première préoccupation exprimée par les salariés » devant les « conditions générales de leur situation professionnelle » et sont « mal vécues par 78 % des salariés »[20].

- Selon la synthèse de l’Observatoire du stress, « l’accroissement du stress numérique est de 65 % en lien avec l’accès à un réseau à distance fourni par l’entreprise, 63 % pour l’ordinateur portable »[20].

- Le caractère addictif du numérique peut se développer selon un modèle biopsychosocial[21], où stress et comportements numériques addictifs s'autoalimentent. La prévention des usages numériques excessifs, chroniques ou addictifs fait l'objet d'opérations de sensibilisation et de désintoxication numérique.

- L’Accord National Interprofessionnel du 19 juin 2013 vers une politique d’amélioration de la qualité de vie au travail et de l’égalité professionnelle, vise en article 17 à « Promouvoir une gestion intelligente des technologies de l’information et de la communication au service de la compétitivité des entreprises, respectueuse de la vie privée des salariés »[19],[22].

## Stress et numérique

### Stress et burnout numérique au travail
« Il est d’usage de dire, dans la communauté scientifique, que le burnout ne compte pas moins de cinquante définitions » indiquent Franck Guarnieri et Philippe Zawejia Directeur de recherche et chercheur associé au Centre de recherches sur les risques et les crises de Mines ParisTech.
Face à cette multiplicité des définitions, une compréhension des phénomènes de stress et épuisements (surstress, stress chronique, burn-out) peut s’effectuer par des modèles et symptomatologies, ici suggérés par leur pertinence avec l’omniprésence numérique, par exemple :
- Modèle de Maslach et Leiter : « le burnout est un syndrome tridimensionnel, et résulte d’un stress cumulatif et associant constamment (Maslach et Leiter, 1997 ; Maslach et Leiter, 2008) : l’épuisement émotionnel, la déshumanisation de la relation, la perte du sentiment d’accomplissement personnel[24] ». Ce modèle propose un outil de mesure le Maslach Burnout Inventory (MBI)[25].

- Modèle de Shirom-Melamed Burnout Measure (SMBM) : il intègre une dimension de lassitude cognitive (ex. difficulté de concentration)[26],[27].

- Modèle de Freudenberger : « il fait d’un engagement excessif, répondant à une demande trop intense, la cause du burnout, désigné comme la « maladie du battant »[24]. La symptomatologie du burnout[28] propose une grille de lecture et compréhension de la progression d’une phase d’alerte initiatrice de stress au burnout : 1. Symptômes d’alerte de la phase initiale - 2. Réduction de l’engagement - 3. Réactions émotionnelles - Rejet de la faute - 4. Démobilisation - 5. Superficialité - 6. Réactions psychosomatiques - 7. Désespoir[24].

En symptômes d'alerte de la phase initiale, l'exemple 1.a (consommation énergétique excessive) permet une illustration des questionnements sur l'intrication entre stress et numérique tels que « l'hyperactivité » (catalysé par les sollicitations incessantes imposées par l'environnement numérique ?) ou « la limitation des relations sociales aux seuls clients ou usagers interactions multiples et non-limitées possibles par le numérique ? » (isolement numérique ou « digirefuge»).   
Stress chronique et burnout : la reconnaissance possible du burnout comme maladie professionnelle est formalisée par la question écrite au gouvernement du 16 décembre 2014 qui précise « que plus de trois millions d'actifs ont un risque élevé d'épuisement professionnel, le "burnout" ». Les enjeux sont également financiers car « Le stress professionnel (qui ne recouvre pas exactement le même concept que le burnout mais lui est apparenté) coûterait environ 200 milliards de dollars par an aux seuls États-Unis », selon une estimation réalisée par Schaufeli et Enzmann déjà ancienne (1998) .

### Stress et dépendance numérique
Le numérique génère de nouvelles formes et dénominations de stress, qui induisent une notion de dépendance numérique modérée, problématique ou préoccupante : 
- Nomophobie : phobie liée à la peur excessive d'être séparé de son téléphone mobile, qui concerne 66 % des personnes interrogées dans une étude anglo-saxonne[32].

- Ringxiety (ou hypovibrochondria) - vibrations fantômes : la sensation erronée de sentir son mobile vibrer dans un sac ou une poche alors qu’il n’en est rien, peut concerner de 68 %[33] à 89 % des utilisateurs de Smartphone[34].

- Stress de l’E-mail : besoin compulsif de consulter sa messagerie, concernant 34 % des salariés connectés, certains consultant jusqu’à 40 fois par heure[35].

- Stress du Smartphone : le stress perçu et lié aux sollicitations permanentes ou inappropriées du Smartphone à titre professionnel, concerne 33 % des salariés selon Thierry Le Fur, expert en comportements numériques[29] ; à titre privé concernant les utilisateurs américains de smartphones, « 33 % d’entre eux sont prêts à abandonner les relations sexuelles plutôt que leur smartphone pendant une semaine »[36].

- Fear of missing out (FOMO, acronyme de l'anglais) - peur de manquer quelque chose, est une sorte d'anxiété sociale caractérisée par la peur constante de manquer une nouvelle importante ou un autre événement quelconque donnant une occasion d'interagir socialement. En conséquence « il désigne le fait de ne pas profiter du temps présent pour toujours se projeter dans un avenir immédiat » selon Caroline Sauvajol-Rialland Maître de conférence à Sciences Po Paris[37].

- Google Glass addiction : Un Américain de 31 ans a été décrit comme le premier cas d’addiction aux Google Glass dans la revue américaine Addictive Behaviors. L’homme en question avait l’autorisation de porter ses Google Glass dans le cadre de son emploi pour la Marine américaine. Elles lui permettaient de travailler plus vite lorsqu’il listait les véhicules des convois. »[38].

### Stress et numérique: renforcement par une relation à caractèreaddictif
En 2012 le rapport  du CAS (Centre d'Analyse Stratégique) de l’impact des TIC sur les conditions de travail, indique pour le multitâche engendré par le numérique, que « ce phénomène de temps haché du travail du cadre mérite d’être considéré comme un puissant facteur de stress au travail et peut même présenter un "caractère addictif" dans certains cas ».
Les relations entre stress et comportements addictifs potentialisent leurs effets et risques respectifs selon un "modèle biopsychosocial" qui permet de comprendre tant la dépendance à une substance que réciproquement les mécanismes du stress.  
Citons trois exemples : 
- Lien bioneurologique stress et comportements addictifs : le lien cortisol-noradrénaline appartenant au mécanisme du stress et le couplage noradrénaline-sérotonine appartenant au mécanisme addictif (Pr Jean-Pol Tassin Directeur de recherches au Collège de France)[41]. Le même neuromédiateur (la noradrénaline) est impliqué. Cette intrication s’exprime à travers la question du Dr Légeron  « Drogué à l’adrénaline ? » : « certains ne travaillent qu’avec un niveau de stress élevé. […] En psychiatrie, on a aujourd’hui tendance à considérer que ces individus deviennent progressivement des ‘’dépendants à l’adrénaline’’ »[42].

- Lien psychologie stress et comportements addictifs : un comportement addictif génère du stress (ex. état de manque) et réciproquement. Le stress induit une recherche de plaisir (pour compenser des tensions) ou de soulagement qui encourage un « […] comportement de recherche de plaisir ou de soulagement […] » propre à l’initialisation d’une addiction, selon un extrait de la définition de l’addiction du Dr Goodman[43].

- Lien sociologique ou dimension environnement lié au stress et comportements addictifs : l’addiction « la rencontre d’une personne avec un produit dans un environnement (contexte socioculturel). » selon le Dr Claude Olievenstein, le stress une « transaction entre la personne et l’environnement » selon Lazarus et Folkman[44].

« La société devient addictogène parce qu'elle met en avant plutôt la notion d'individu que la notion de groupe » indique Jean-Pierre Couteron Président de la Fédération addiction, qui précise que « C'est aussi une société qui valorise très fort l'intensité et la rapidité » : le développement de la société numérique a répondu à ces dessins (individualisme, besoins d’instantanéité) en l’espace d’un septennat (le premier iPhone est apparu en 2007, en octobre 2014 « le marché mondial des smartphones se rapproche de son point de saturation »).

## Demain
La notion de stress numérique invite à une éducation préventive pour contenir les usages excessifs et addictifs liés à l'omniprésence et l'instantanéité d'un environnement numérique, qui conserve un potentiel de progression (45 % des ménages peuvent accéder au très haut débit fixe et 80 % à la 4G).